# Glutaraldehyd
Glutaraldehyd (systematický název pentandial, sumární vzorec C5H8O2) je bezbarvá kapalina štiplavého zápachu používaná k dezinfekci předmětů a povrchů. Používá se také při průmyslové úpravě vody a jako konzervant. Je však toxický a způsobuje vážné podráždění očí, nosu, krku a plic, bolesti hlavy, ospalost a závratě.
Glutaraldehyd je při pokojové teplotě olejovitá kapalina s hustotou 1,06 g/cm3. Je mísitelný s vodou, ethanolem a benzenem. Používá se jako fixativ pro tkáně při elektronové mikroskopii, k balzamování, jako složka roztoků pro činění koží a také jako meziprodukt při výrobě některých průmyslových chemikálií. Glutaraldehyd se často používá v biochemii jako aminoreaktivní homobifunkční síťovadlo. Takto lze zkoumat oligomerní stav bílkovin.
Monomerní glutaraldehyd lze polymerizovat aldolovou kondenzační reakcí, při které vzniká alfa,beta-nenasycený polyglutaraldehyd. Reakce obvykle probíhá v zásaditém prostředí.

## Použití
Roztoky v koncentraci 0,1 až 1 % lze používat pro systémovou dezinfekci a jako konzervant pro dlouhodobé uložení předmětů.
Glutaraldehyd se používá v biologické elektronové mikroskopii jako fixativ. Rychle zabíjí buňky zesíťováním jejich bílkovin a obvykle se používá samostatně nebo ve směsi s formaldehydem jako první ze dvou fixačních procesů ke stabilizaci vzorků, například bakterií, rostlinných materiálů nebo lidských buněk. Druhá procedura používá oxid osmičelý k zesíťování a stabilizaci buněk a membránových lipidů v organelách. Fixaci obvykle následuje dehydratace tkáně ethanolem nebo acetonem, poté se tkáň zalije do epoxidové nebo akrylové pryskyřice.
Glutaraldehyd se používá také v SDS-PAGE k fixaci bílkovin a peptidů před obarvením. Obvykle se gel ošetřuje pětiprocentním roztokem po dobu přibližně půl hodiny, poté se musí důkladně vymýt, aby se odstranilo žluté zbarvení vzniklé reakcí s volným TRIS.
Polymer izomeru glutaraldehydu, známý jako polycykloglutaracetal je využitelný jako hnojivo pro vodní rostliny. Nicméně vzhledem k množství uhlíku v doporučených dávkách je jeho užitečnost sporná. Udává se, že je biologicky využitelným zdrojem uhlíku pro vyšší rostliny, nikoli však pro řasy. Není však dostupný na trhu USA (používání je zakázáno). Biocidní účinek glutaraldehydu ničí většinu řas již při koncentraci 0,5 - 5 ppm. Tyto úrovně nejsou škodlivé většině vodní fauny a flóry. Někteří akvaristé pozorovali nežádoucí účinky těchto koncentrací na některé vodní mechy, játrovky a vodní mor.